# Mastrus albiscapus
Mastrus albiscapus là một loài tò vò trong họ Ichneumonidae.